# Pazdeří
Pazdeří je dřevitá dužina obsažená ve stoncích rostlin, ze kterých se získávají lýková textilní vlákna.

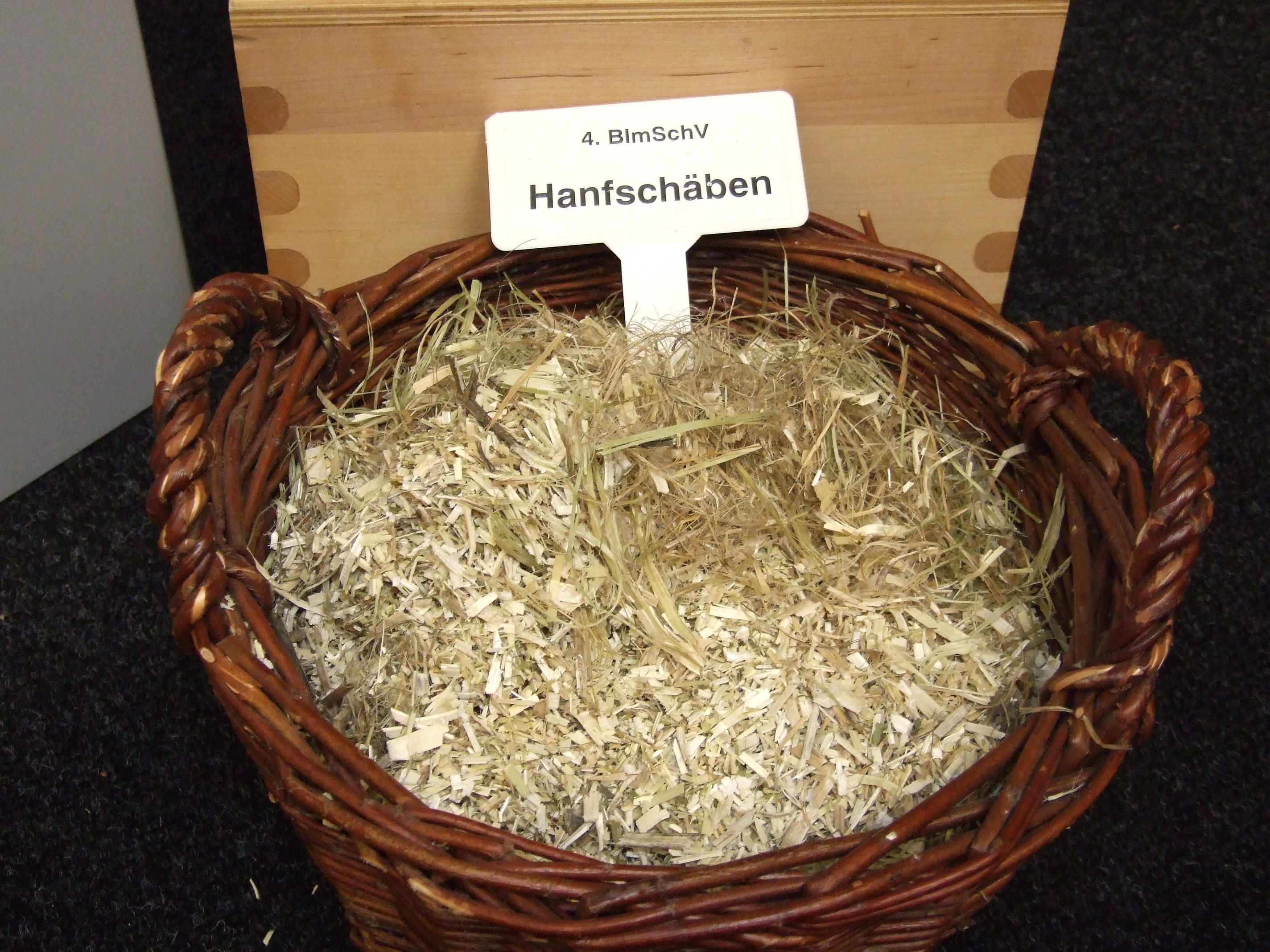
Konopné pazdeří

Pazdeří vzniká jako odpad v procesu rozvolňování stonků lýkových rostlin (trháním – rosením nebo máčením – odsemeňováním a lámáním stonků – potěráním) v tírně.

## Lněné pazdeří
U lnu se počítá s výtěžkem 15-17 % na lněnou přízi a koudelku a cca 35 % pazdeří. Podobný způsob zpracování a výtěžnosti jsou známé také u juty a kanafu.
(Ve stonku je 20-25 svazků technických vláken o délce 20–140 cm a tloušťce 0,2-0,3 mm).

### Použití

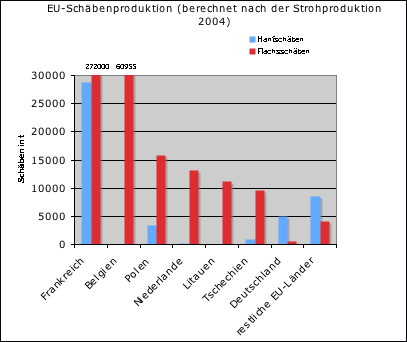
Výroba pazdeří v EU v roce 2004

V přepočtu z údajů o produkci lnu obnášela světová produkce pazdeří např. v roce 2014 cca 700 tisíc tun.
Dříve se tento materiál spotřeboval jako topivo nebo podestýlka pro dobytek. V Evropě se v poslední době z ročního výskytu asi 370 000 tun (2004) používá většina na izolační materiál volně ložený nebo ve formě desek. V ČR byla v roce 2007 sklizeň stonků asi 1900 tun, tomu odpovídá cca 1000 tun pazdeří.
(Na diagramu z roku 2004 znamenají červené sloupce lněný a modré sloupce konopný materiál)

## Konopné pazdeří
V konopných stoncích se vyskytuje cca 55 % pazdeří. Konopné pazdeří obsahuje 53 % celulózy, 21 % ligninu, 18 % ostatních látek (protein, pektin) a pod 10 % vody. Pazdeří z konopí je lehčí než podobný materiál z jiných přírodních látek, může absorbovat tekutiny až ve čtyřnásobku vlastní váhy, je velmi porézní a má vysokou izolační účinnost.
Konopné pazdeří se získává skoro stejným způsobem jako u lnu. V Evropské unii byl v roce 2004 zaznamenán výskyt 45 000 tun, na kterých se podílela ČR asi 1000 tunami. Celosvětová produkce konopí však značně poklesla, takže v roce 2017 se produkce konopného pazdeří dá odhadovat na 120 000 tun.

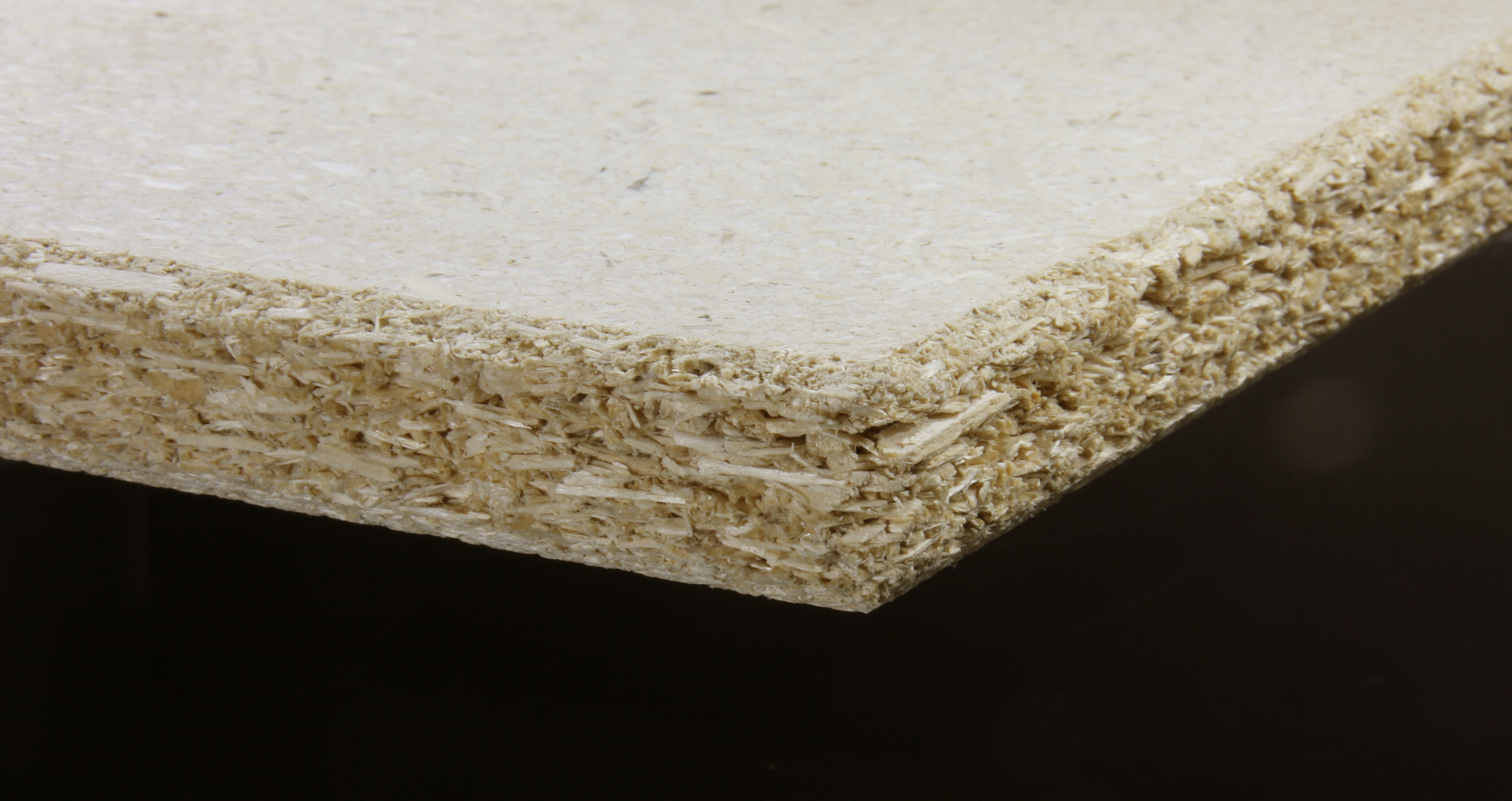
Deska z konopného pazdeří

### Použití
- Hrubé, tmavší úlomky se používají jako podestýlka do stájí (koně, velbloudi), (v Evropě: 77 % celk. množství)
- Jemnější, světlé o. podestýlka pro drobná zvířata a ptáky (9 %)[7]
- 12 % na stavební hmoty (tepelněizolační desky: Měrná hmotnost do 340 kg/m³ je poloviční oproti dřevotřískám)

Průmyslové využití konopného pazdeří se rychle rozvíjí. Také v České republice vzniklo v posledních letech několik firem, které se zabývají jeho zpracováním. 
Konopné pazdeří má velkou budoucnost využití v ekologickém stavebnictví, dá se použít jako základ pro tzv. hempcrete, směs pazdeří, jílů a vápna, nebo jako přísada do hliněných omítek.

## Situace u ostatních lýkových rostlin
Juta, ramie a další lýkové rostliny jsou svým složením a způsobem zpracování na textilní vlákno velmi podobné lnu nebo konopí, výraz pazdeří se zde však pro nezvláknitelné části stonku nepoužívá.
Ačkoliv například celkový výskyt jutové dužiny a odpadů z juty je několikanásobně vyšší než u všech ostatních lýkových rostlin dohromady, nenajdou se v technické literatuře údaje o jejich použití. Známé je jen, že juta obsahuje mnohem více ligninu než len nebo konopí a má tedy i tužší dužinu a že se doporučuje její využití podobným způsobem jako u jmenovaných rostlin.

## Pazderna
Pojem pazderna (nářečně pazderňa) původně označoval venkovské budovy, kde se sušily a zpracovávaly textilní rostliny, např. len či konopí. V pozdějších dobách tato osamocená stavení často též sloužila jako chudinská obydlí. Dodnes toto jméno nese řada míst (viz Pazderna (rozcestník)).

## Trivia
Od polského označení pazdeří (paździerze) je odvozen polský název měsíce října (październik).
Od názvu pazdeří je odvozeno také slovo pazderna.